# Blue Bird
BLUE BIRD – czterdziesty singel japońskiej piosenkarki Ayumi Hamasaki, wydany 21 czerwca 2006. Piosenka BLUE BIRD została wykorzystana w reklamie Zespri Gold Kiwifruit, a utwór Beautiful Fighters w reklamie Panasonic D-snap i D-dock. Singel zawiera również ponowną aranżację utworu Ladies Night, zawartego w jej poprzednim albumie (miss)understood zatytułowaną Ladies Night 〜another night〜 (która została wykorzystana w reklamie Panasonic Lumix FX01). BLUE BIRD był pierwszym (od 2005 roku) i ostatnim singlem Hamasaki, który zdobył platynową płytę, aż do wydania Mirrorcle World w 2008 roku. W pierwszym tygodniu sprzedano 160 572 kopii, natomiast 258 566 kopii całościowo w Japonii, a 322 000 kopii przez wytwórnię Avex.

## Lista utworów
| CD             |                                                    |                  |                |      |
| Nr             | Tytuł                                              | Muzyka           | Aranżacja      | Czas |
| 1.             | "BLUE BIRD (Original Mix)"                         | D・A・I          | HΛL            | 4:09 |
| 2.             | "Beautiful Fighters (Original Mix)"                | Kazuhiro Kikuchi | CMJK           | 5:17 |
| 3.             | "Ladies Night 〜another night〜"                   | Geo of Sweetbox  |                | 4:03 |
| 4.             | "BLUE BIRD (Harderground remix)"                   | D・A・I          |                | 6:24 |
| 5.             | "BLUE BIRD (Original Mix -Instrumental-)"          | D・A・I          | HΛL            | 4:09 |
| 6.             | "Beautiful Fighters (Original Mix -Instrumental-)" | Kazuhiro Kikuchi | CMJK           | 5:15 |
| DVD (Jacket A) |                                                    |                  |                |      |
| Nr             | Tytuł                                              | Muzyka           | Reżyser        | Czas |
| 1.             | "BLUE BIRD" (video clip)                           | D・A・I          | Takahide Ishii | 4:13 |
| 2.             | "Beautiful Fighters" (video clip)                  | Kazuhiro Kikuchi | Takahide Ishii | 5:57 |
| 3.             | "BLUE BIRD" (making clip)                          |                  | Takahide Ishii |      |
| DVD (Jacket B) |                                                    |                  |                |      |
| Nr             | Tytuł                                              | Muzyka           | Reżyser        | Czas |
| 1.             | "BLUE BIRD" (video clip)                           | D・A・I          | Takahide Ishii | 4:13 |
| 2.             | "Beautiful Fighters" (video clip)                  | Kazuhiro Kikuchi | Takahide Ishii | 5:57 |
| 3.             | "Beautiful Fighters" (making clip)                 |                  | Takahide Ishii |      |

## Wystąpienia na żywo
- 11 czerwca 2006 – Domoto Kyodai – "BLUE BIRD"
- 16 czerwca 2006 – Music Station – "BLUE BIRD"
- 23 czerwca 2006 – Music Fighter – "BLUE BIRD"
- 23 czerwca 2006 – Music Station – "BLUE BIRD"
- 24 czerwca 2006 – CDTV – "BLUE BIRD"
- 25 czerwca 2006 – Avex Shareholders Meeting – "BLUE BIRD"